# Зензели (село)
Зензели (рос. Зензели) — село у Лиманському районі Астраханської області Російської Федерації.
Населення становить 3131 особу. Входить до складу муніципального утворення Зензелинська сільрада.

## Історія
Населений пункт розташований на території українського етнічного та культурного краю Жовтий Клин. Від 1943 року належить до Лиманського району, у 1963-1965 роках — Ікрянинського району.
Згідно із законом від 6 серпня 2004 року органом місцевого самоврядування є Зензелинська сільрада.

## Населення
| 2002  | 2010  | 2012  | 2013  | 2014  | 2015  | 2016  |
| ----- | ----- | ----- | ----- | ----- | ----- | ----- |
| 3161  | ↗3198 | ↗3260 | ↗3286 | ↘3219 | ↘3192 | ↘3143 |
| 2017  |       |       |       |       |       |       |
| ↘3131 |       |       |       |       |       |       |